# Stormy Monday Blues
Stormy Morning Blues är en sång skriven av William Eckstein, Bob Crowder och Earl Hines, och inspelad av Earl Hines 1942. Sången blandas ofta ihop med (They Call It) Stormy Monday.

### Fotnoter
1. ↑  Joakim Tegblom. ”Låtar du trodde var svenska”. Arkiverad från originalet den 26 oktober 2013. https://web.archive.org/web/20131026075436/http://gotiskaklubben.wordpress.com/2013/09/22/latar-du-trodde-var-svenska/. Läst 19 juni 2014.